# کایسر (فیلم)
کایسر (پرتغالی: Kaiser) یک فیلم پویانمایی کوتاه محصول سال ۱۹۱۷ به کارگردانی کاریکاتوریست آلوارو مارینز است. این نخستین کارتون تولید شده در برزیل است.
این فیلم حفظ نشد و اکنون یک فیلم گمشده است و فقط یک قاب ثابت باقی می ماند.